# Бучацька єпархія УГКЦ
Бу́чацька єпа́рхія — єпархія Тернопільсько-Зборівської митрополії Української греко-католицької церкви. Охоплює південну частину Тернопільської області ( Чортківський район та Підгаєцьку міську громаду Тернопільського району). Назва єпархії — від м. Бучача, однак осідок єпископа Бучацького знаходиться в Чорткові. Загальна площа — 5466 км². Друкований орган — газета «Христова скеля».

## Історія
Єпархію створено рішенням Синоду єпископів УГКЦ 21 липня 2000 року. Рішення Синоду одобрив і поблагословив Святіший Отець Іван Павло ІІ Папа Римський, про що всьому світові проголосив 12 жовтня 2000 року. Першим єпископом було призначено владику Іринея Білика ЧСВВ. Його інтронізація на єпархіяльний престол відбулася 19 листопада 2000 року. 28 липня 2007 року папа Римський Бенедикт XVI призначив владику Іринея Білика каноніком римської папської базиліки Санта-Марія-Маджоре.
28—29 березня 2002 року в Бучачі відбувся Собор Бучацької єпархії під назвою «Ісус Христос — відродження українського народу».
Престол Бучацької єпархії до 2011 року був вакантним, єпархією управляв апостольський адміністратор ієромонах Дмитро Григорак ЧСВВ. 23 липня 2011 року офіційно проголошено рішення Синоду єпископів УГКЦ призначити о. Дмитра (хресне ім'я Богдан) Григорака єпископом Бучацьким. Його хіротонія та інтронізація на престол Бучацької єпархії відбулася 18 вересня 2011 року.
Після створення наприкінці 2011 року трьох нових митрополій УГКЦ Бучацька єпархія увійшла до складу Тернопільсько-Зборівської митрополії УГКЦ.
20 вересня 2014 в Бучачі відбувся Єпархіяльний Собор на тему: «Жива парафія — місце зустрічі з живим Христом». Розпочався Архиєрейською Літургією в церкві Воздвиження Чесного Хреста, засідання відбулось у приміщенні актового залу райради. 21 вересня 2014 — освячено Прокатедральний храм Благовіщення Пресвятої Богородиці.

## Структура

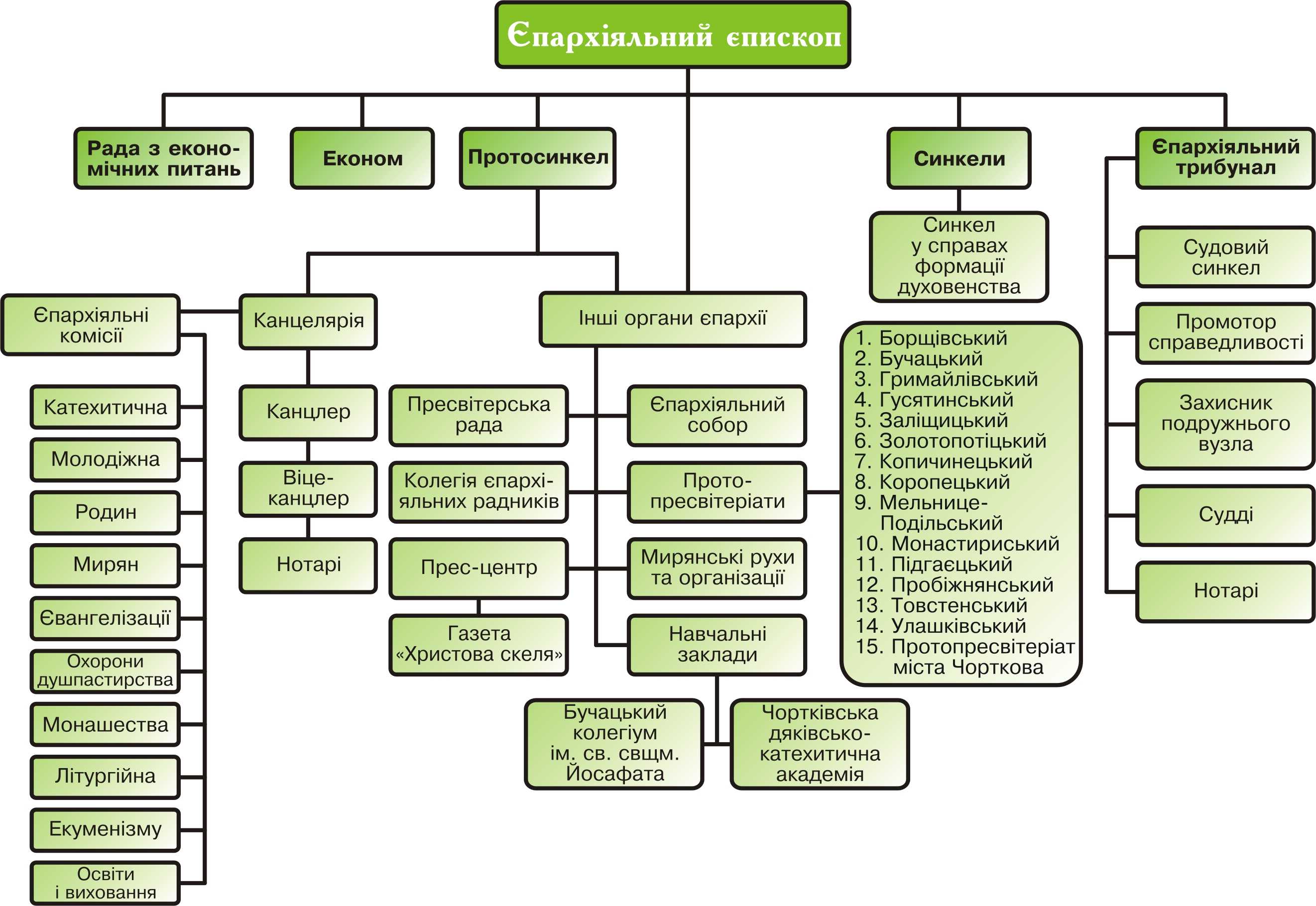
Структура Курії Бучацької єпархії УГКЦ

Бучацька єпархія об'єднує 15 деканатів:
- Борщівський
- Бучацький
- Гримайлівський
- Гусятинський
- Заліщицький
- Золотопотіцький
- Копичинецький
- Коропецький
- Мельнице-Подільський
- Монастириський
- Підгаєцький
- Пробіжнянський
- Товстенський
- Улашківський
- деканат міста Чорткова

На 2006 рік єпархія налічувала 211613 вірних (що становить 58,6 % усього населення, що проживає на території єпархії), 167 священиків (у тому числі 8 ієромонахів), 299 парафій, 11 ченців і 12 черниць.

## Шематизм

Титульна сторінка

Видання «Бучацька єпархія УГКЦ. Парафії, монастирі, храми. Шематизм» видруковане 2014 року ТОВ «Новий колір», ISBN 978-966-2061-30-7
Редакційна рада
- Димитрій Григорак — єпископ-ординарій Бучацької єпархії УГКЦ.
- о. Володимир Заболотний — протосинкел Бучацької архієпархії УГКЦ.
- Богдан Куневич — директор видавництва ТОВ «Новий колір».
- Ярослав Стоцький — керівник проєкту, професор.
- Валентина Денчук — літературний видавництва ТОВ «Новий колір».
- Тетяна Червінська — технічний редактор видавництва ТОВ «Новий колір».

- Автор концепції і відповідальний за випуск Б. Куневич.
- Керівник проєкту, науковий редактор Я. Стоцький.
- Художній дизайн та верстка В. Бурдяк і Ю. Ковбасіста.
- Літературний редактор В. Денчук.
- Технічний редактор Т. Червінська.

Світлини:
- Бучацька єпархія (з особистих архівів духовенства),
- власний архів ТОВ «Новий колір»,
- Василь Балюх,
- Ігор Крочак.